# Hurrikan Karl (1998)
Hurrikan Karl war einer von vier Hurrikanen, die am 26. September 1998 gleichzeitig im Atlantischen Ozean aktiv waren. Der elfte tropische Sturm mit einem Namen in der atlantischen Hurrikansaison 1998 entwickelte sich aus einem außertropischen Tiefdruckgebiet, das erstmals vor der Küste der Carolina-Staaten auffiel. Das Tief organisierte eine atmosphärische Konvektion und wurde am 23. September als tropisches Tiefdruckgebiet klassifiziert. Karl war ein kleiner Sturm, der anfänglich nach Osten wanderte, bevor er in ostsüdöstliche Richtung abdrehte. Der Hurrikan erreichte seinen Höhepunkt in der Kategorie 2 der Saffir-Simpson-Hurrikan-Windskala und rauschte am 26. September in nordöstlicher Richtung davon. Stärker gewordene Windscherung führte dazu, dass sich Karl abschwächte und am 28. September in eine außertropische Zyklone überging. Er blieb als tropisches System weit vom Land weg, sodass weder Schäden noch Opfer durch den Sturm gemeldet wurden.

## Sturmverlauf

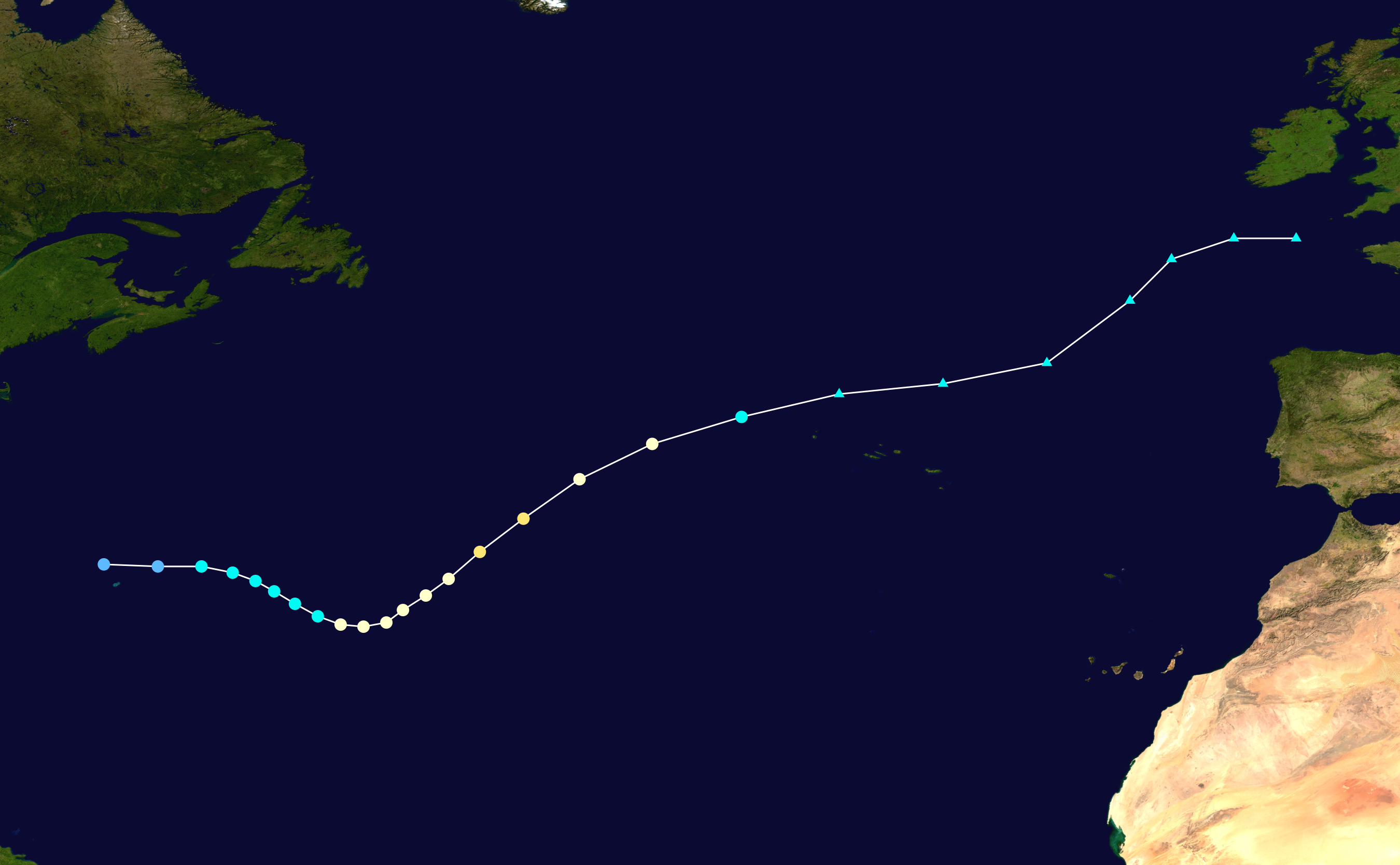
Zugbahn Karls

Der Ursprung von Hurrikan Karl liegt in einem kleinen nicht-tropischen Tiefdruckgebiet, dass sich vor der Küste von North und South Carolina am 21. September bildete. Die tiefe Konvektion organisierte sich am 23. September besser und das System wurde als elftes tropisches Tiefdruckgebiet der Saison klassifiziert, als es sich westnordwestlich von Bermuda befand. Anfänglich wurde vermutet, dass Karls Ursprung mit dem Resttief des Tropischen Sturms Hermine verwandt war, was sich allerdings später nicht bestätigte. Als sich das Tiefdruckgebiet bildete, war es das zehnte tropische System, das sich im atlantischen Becken innerhalb von 35 Tagen gebildet hatte. Vor einer frontalen Wettergrenze liegend, entfernte sich das System rasch von der Ostküste der Vereinigten Staaten in östlicher Richtung. Satellitenaufnahmen deuteten darauf hin, dass sich das Zirkulationszentrum unter der Konvektion befand; die Bandstrukturen bildeten sich besser aus und im Verlauf des 23. Septembers wurde das Tiefdruckgebiet zum Tropischen Sturm aufgestuft. Etwa zu diesem Zeitpunkt änderte Karl seine Zugrichtung von einer östlichen auf nunmehr ostsüdöstliche Richtung.
Der kleine Wirbelsturm Karl verlangsamte seine Vorwärtsbewegung am 24. September, während er sich kontinuierlich intensivierte. Im Tagesverlauf gelangt er in eine Region mit westlicher und nordwestlicher Windscherung, die sein Zentrum teilweise von seinem Konvektionsgebiet trennte. Trotzdem begann sich graduell ein symmetrisches Wolkenmuster zu bilden und um 12:00 Uhr UTC wurde Karl zu einem Hurrikan aufgestuft. Die Vorhersagen zu diesem Zeitpunkt gingen davon aus, dass Karl für etwa vierundzwanzig Stunden der niedrigsten Hurrikankategorie angehören würde, bevor stärkere Windscherung eine Abschwächung des Sturmes verursachen würde.
Ein ausgedehnter Trog in mittlerer und großer Höhe trieb Karl beschleunigt nach Nordosten. Spät am 26. September bildete sich ein kleines, gut definiertes Auge, und der Sturm erreichte seine Spitzenintensität mit Windgeschwindigkeiten von 165 km/h als ein Hurrikan der Kategorie 2 der Saffir-Simpson-Hurrikan-Windskala am 27. September um 00:00 Uhr UTC. Das Auge blieb für etwa sechs Stunden gut erkennbar, bevor sich der Sturm aufgrund von Windscherung abzuschwächen begann und Satellitenbilder darauf hinwiesen, dass der Sturm seine tropischen Eigenschaften verlieren würde. Die tiefe Konvektion war auf die Bereiche nördlich und nordwestlich seines Zentrums beschränkt und das bodennahe Zentrum wurde vom Zentrum der Bewölkungszirkulation getrennt. Karl schwächte sich am 28. September um 0:00 Uhr UTC zum tropischen Sturm ab, als er sich westnordwestlich der Azoren befand. Im Tagesverlauf wurde Karl über kühlerem Wasser außertropisch und das Zirkulationszentrum löste sich von der Konvektion. Das außertropische Resttief konnte noch bis zum 29. September in das Gebiet südlich von Irland verfolgt werden.

## Auswirkungen, Namensgebung und Rekorde
Am 26. September 1998 befand sich Hurrikan Georges in der Floridastraße, Hurrikan Ivan war im nördlichen Atlantik auf seiner Schleife, die ihn erneut in den Golf von Mexiko führen würde, und Hurrikan Jeanne befand sich zwischen Westafrika und den Kleinen Antillen. Somit war Karl einer von vier gleichzeitig existierenden Hurrikanen im atlantischen Becken. Es war das erste Mal, dass dies seit dem 22. August 1893 erneut der Fall war, wobei möglicherweise auch am 11. September 1961 ein vierter Hurrikan existiert haben könnte. Weil Karl als tropischer Sturm weitab vom Land blieb, wurden im Zusammenhang mit ihm keine Sachschäden oder Verluste an Menschenleben gemeldet. Es gibt auch keine Berichte über indirekte Auswirkungen an Land oder von Schiffen, die durch den Hurrikan beeinträchtigt waren. Während der Existenz des Hurrikans wurden keine Sturmwarnungen für die Küste ausgegeben. Als das Tropische Tiefdruckgebiet Elf den Namen Karl erhielt, war es das zweite Mal, dass dieser Name verwendet wurde. Mangels Schäden wurde der Name nicht von der Liste der Namen tropischer Wirbelstürme gestrichen. Er wurde 2004 und für die atlantische Hurrikansaison 2010 wiederverwendet.